# Јунион (Јужна Каролина)
Јунион (енгл. Union) град је у америчкој савезној држави Јужна Каролина.

## Демографија
По попису из 2010. године број становника је 8.393, што је 400 (-4,5%) становника мање него 2000. године.
| Група             | 2000.         | 2010.         |
| Белци             | 4.933 (56,1%) | 4.200 (50,0%) |
| Афроамериканци    | 3.704 (42,1%) | 3.948 (47,0%) |
| Азијати           | 33 (0,4%)     | 36 (0,4%)     |
| Хиспаноамериканци | 60 (0,7%)     | 99 (1,2%)     |
| Укупно            | 8.793         | 8.393         |